# Парламентские выборы в Доминике (2009)
Парламенсткие выборы в Доминике прошли 18 декабря 2009 года для избрания 21 представителя Палаты собраний Доминики. Правящая Лейбористская партия получила 18 мест парламента, увеличив своё большинство и победив в третий раз подряд. Рузвельт Скеррит вновь остался премьер-министром Доминики.

## Результаты
| Партия | Партия                              | Голоса | %     | Места | +/–   |
| --- | ----------------------------------- | ------ | ----- | ----- | ----- |
| | Доминикская лейбористская партия    | 22 262 | 61,34 | 18    | +6    |
| | Объединённая рабочая партия         | 12 606 | 34,73 | 3     | –5    |
| | Доминикская партия свободы          | 866    | 2,39  | 0     | 0     |
| | Народно-демократическое движение    | 180    | 0,50  | 0     | новая |
| | Доминикская прогрессивная партия    | 12     | 0,06  | 0     | 0     |
| | Независимые                         | 358    | 0,99  | 0     | –1    |
| Недействительны/пустые бланки | Недействительны/пустые бланки       | 589    | –     | –     | –     |
| Всего | Всего                               | 36 883 | 100   | 21    | 0     |
| Зарегистрированные избиратели/ Явка | Зарегистрированные избиратели/ Явка | 67 223 | 54,87 | –     | –     |
| Источники: Electoral Office Архивная копия от 24 сентября 2020 на Wayback Machine, IPU Архивная копия от 19 декабря 2014 на Wayback Machine |                                     |        |       |       |       |